# Andrei Bădin
Andrei Bădin (n. 29 ianuarie 1968, București) este un jurnalist român, care a lucrat până în iulie 2014 ca prezentator la postul de televiziune B1 TV. A fost de asemenea angajat al postului Antena 3.În prezent el este invitat des la emisiunea Culisele Statului Paralel cu Anca Alexandrescu, la Realitatea Plus.
Bădin a intervievat de-a lungul timpului personalități precum fostul suveran Mihai al României, fostul suveran Simeon al Bulgariei, violonistul Yehudi Menuhin, regizorul David Esrig, politicianul Corneliu Coposu, părintele Calciu Dumitreasa și generalul Ion Mihai Pacepa.
Pe vremea când lucra la postul Antena 3 ca editor senior, Bădin a avut un rol în scandalul de presă Poneiul roz (în legătură cu expoziția Freedom for Lazy People). A publicat pe blogul personal un text din care reieșea că artistul Cristian Neagoe, coordonator de comunicare al filialei din New York a Institutului Cultural Român, ar fi fost consumator de droguri, că ar fi avut obiceiul de a bea urină și ar fi fost asociat cu mișcarea MISA. Mai departe, emisiunile postului au făcut referire la textul de pe blogul lui Bădin, text care a fost șters după ce acesta a plecat la B1 TV.
În 2014, a fost pus de DNA sub urmărire penală pentru luare de mită, întrucât ar fi cerut o sumă de 5.000 de lei ministrului Rovana Plumb pentru a întrerupe o campanie de televiziune. Conform comunicatului DNA, „[î]n luna august 2013, numitul Bădin Andrei-Dan, realizator al unei emisiuni televizate, difuzată de un post de televiziune național, a pretins și primit de la un denunțător suma de 5.000 de lei, pentru a nu continua o campanie de presă care viza, la acel moment, pe Ministrul Mediului și al Schimbărilor Climatice. Suspectului Bădin Andrei-Dan i s-a adus la cunoștință calitatea procesuală în conformitate cu prevederile art. 307 Cod de procedură penală”.
Ca reacție la acuzațiile aduse, postul B1 TV a dat publicității un comunicat, cum că „[î]n urma informațiilor apărute în presă privind o posibilă punere sub învinuire penală a jurnalistului Andrei Bădin, B1 TV a hotărât ca, până la clarificarea situației de către organele competente, să suspende atât apariția sa în emisiunile televizate ale postului cât și implicarea în deciziile editoriale.”
A fost achitat pe lipsa de probe. Alti sase acuzati au primit achitări, în rechizitoriul fabricat de procurorul DNA Ioan Amariei. Doi dintre inculpați au fost ținuți 6 luni în arest preventiv. Fostul șef al CJ Mehedinti Adrian Duicu a fost achitat pentru 8 capete de acuzare. Fusese transformat în funcționar public și acuzat că ar fi luat mită 5.000 de lei prin virament bancar.